# Cricotopus islandicus
Cricotopus islandicus är en tvåvingeart som först beskrevs av Jean-Jacques Kieffer 1913.  Cricotopus islandicus ingår i släktet Cricotopus och familjen fjädermyggor.
Artens utbredningsområde är Island. Inga underarter finns listade i Catalogue of Life.